# 馬修·史卡德
馬修·史卡德（英語：Matthew Scudder），是美國犯罪小說作家勞倫斯·卜洛克筆下一名私家偵探，也是卜洛克持續最久也最著名小說系列的主角。在卜洛克於1976年出版系列第一本書「父之罪」（The Sins of the Fathers）中，史卡德初次登場。

## 角色背景
馬修·史卡德是個非正式的私家偵探，以及正式的離職警察。他曾經在一場意外槍戰中，造成一位小女孩的死亡，因而辭去紐約市警察局的工作，並離家結束婚姻。史卡德的居所位於地獄廚房，是個受到租金管制限制的旅店。生計則來自於無照私家偵探的工作；又或者以他的看法來說，即是「幫朋友個小忙。」他長期酗酒，之後參加了匿名戒酒會的活動。
系列的主旨是人類逐步邁向死亡的路程，在系列前期的幾本書中，有許多場景是史卡德獨坐教堂中，有點自己強迫自己意味兒地貢獻微薄收入十分之一作為什一稅，同時點上幾根蠟燭給那些突然閃上他心頭已經死去的人—而且永遠有根蠟燭是為了那個他槍害的女孩的。

## 史卡德常去的地方
晨星餐厅：史卡德经常吃饭和叫外卖的地方，按照布洛克在书中的评价是“一间不太好也不太坏的希腊口味餐馆”。这间餐馆并非杜撰，它位于曼哈顿西57街和11大道交界处，墨绿色的招牌很显眼。餐厅的价格不贵，拥有一批固定食客，也常年有史卡德系列的粉丝前去朝拜。
火焰餐厅：火焰餐厅和晨星餐厅仅两分钟路程，位于西58街和11大道借口，在书中，它同样是一间“希腊口味餐馆”，但现实中，它目前的老板、厨师、服务员都是墨西哥人。火焰餐厅的食物价格比晨星餐厅便宜，而且24小时营业。史卡德在参加AA戒酒聚会后常和其他会员去火焰餐厅喝咖啡，2美元可无限次续杯。

## 史卡德的人際關係
米基·巴魯
伊蓮·馬岱
珍·肯恩
阿傑
錢斯
丹尼男孩
喬瑟夫·德肯
艾迪·柯勒
雷·蓋林戴斯

## 作品清單
（以時間排列，譯名以臉譜出版社的譯名為主）
1. 1976年，The Sins of the Fathers（父之罪）
2. 1976年，In the Midst of Dead（在死亡之中）
3. 1977年，Time to Murder and Create（謀殺與創造之時）
4. 1981年，A Stab in the Dark（黑暗之刺）
5. 1982年，Eight Million Ways to Die（八百萬種死法）
6. 1986年，When the Sacred Ginmill Closes（酒店關門之後）
7. 1989年，Out of the Cutting Edge（刀鋒之先）
8. 1990年，A Ticket to the Boneyard（到墳場的車票）
9. 1991年，A Dance at the Slaughterhouse（屠宰場之舞）
10. 1992年，A Walk Among the Tombstones（行過死蔭之地）
11. 1993年，The Devil Knows Your Dead（惡魔預知死亡）
12. 1994年，A Long Line of Dead Man（一長串的死者）
13. 1997年，Even the Wicked（向邪惡追索）
14. 1998年，Everybody Dies（每個人都死了）
15. 2001年，Hope to Die（死亡的渴望）
16. 2005年，All the Flowers are Dying（繁花將盡）
17. 2008年，The Case Book of Matthew Scudder（蝙蝠俠的幫手）
18. 2011年，A Drop of the Hard Stuff（烈酒一滴）
19. 2019年，A Time to Scatter Stones（聚散有時）
20. 2023年，The Autobiography of Matthew Scudder（馬修·史卡德自傳）

## 媒體
- 《八百萬種死法》：1986年電影，由傑夫·布里吉飾演史卡德。
- 《行過死蔭之地》：2014年電影，由連恩·尼遜飾演史卡德[1]。

## 外部連結
- Official website （页面存档备份，存于）
- Lawrence Block在互联网电影资料库（IMDb）上的資料（英文）